# هيتومي هارادا
هيتومي هارادا (باليابانية: 原田 ひとみ) مواليد 18 نوفمبر 1987 في ياماغوتشي، اليابان، هي مؤدية أصوات يابانية بدأت نشاطها عام 2007.

## أعمال

### أنمي
- بليتش
- هايسكول اوف ذا ديد
- باكوجان

### دبلجة
- البيت الأخير على اليسار

## وصلات خارجية
- هيتومي هارادا على موقع IMDb (الإنجليزية)
- هيتومي هارادا على موقع ميوزك برينز (الإنجليزية)
- هيتومي هارادا على موقع أول ميوزيك (الإنجليزية)
- هيتومي هارادا على موقع ديسكوغز (الإنجليزية)
- هيتومي هارادا على موقع قاعدة بيانات الفيلم (الإنجليزية)
- هيتومي هارادا على موقع كينوبويسك (الروسية)
- هيتومي هارادا على موقع ANN person (الإنجليزية)